# Heinz Haber
Heinz Haber (n. 15 mai 1913, Mannheim, Imperiul German – d. 13 februarie 1990, Hamburg, RFG) a fost un fizician, scriitor și moderator german.

## Date biografice
Haber a studiat din anul 1932 în Leipzig, Heidelberg și Berlin, unde a promovat în 1939 cu diploma de fizician. La izbucnirea celui de al doilea război mondial a fost militar în cadrul aviației germane. În 1942 se întoarce la Institutul de Fizică Friedrich-Wilhelms, după ce a fost rănit pe front. În 1946 emigrează în SUA unde lucrează până în 1952 la baza militară "Randolph Air Force Base, Texas" făcând studii în cadrul medical al aviației militare americane. Dintre activitățile sale se poate aminti că în 1948 sub conducerea lui Hubertus Strughold și împreună cu fratele său Fritz Haber a pus bazele medicinii legate de aviație și zbor interspațial. În SUA a studiat împreună cu alți oameni de știință a pus bazele medicinii astronaute, ca de exemplu efectul produs asupra organismelor a lipsei atracției gravitaționale. În 1950 Heinz Habe este profesor universitar asistent la "Air University", ca după doi ani să plece ca fizician la "University of California, Los Angeles" (UCLA) fiind în 1956 „Chief Science Consultant“ la studioul Walt Disney. Între anii 1960-1970 a fost moderator la televiziunea germană, expunând teme mai ales cu privire la zborul interspațial în emisiunile Professor Haber experimentiert, Das Mathematische Kabinett, Unser blauer Planet, Stirbt unser blauer Planet, Professor Haber berichtet, Was sucht der Mensch im Weltall. El a fost unul din întemeietorii revistelor științifice "Bild der Wissenschaft" și "X-Magazin". După 40 de ani se mai poate urmări și azi, la postul TV Bayer (Bavaria) emisiunile cu o valoare pedagogică deosebită ale lui Heinz Haber. Din viața lui privată, Heinz Haber are din prima căsătorie 2 copii, iar din a doua căsătorie un fiu.
Mormântul lui se află în cimitirul Blankenese (Hamburg).

## Distincții și premii
- 1965 Premiul Adolf-Grimme
- 1965 Goldene Kamera
- 1967 Premiul Adolf-Grimme
- 1972 Bloomaulorden